# 栄町 (都城市)
栄町（さかえまち）は、宮崎県都城市の町丁。郵便番号は885-0023。人口は471人、世帯数は252世帯である。

## 地理
市の中央部に位置し、北は上川東に、南は北原町に、西は年見町に、東は平江町に接する。

## 交通

### 鉄道
- 都城駅（JR吉都線・日豊本線・きりしま）

### 道路
- 国道10号
- 国道269号
- 宮崎県道32号停車場線

### バス
域内を通るバスは以下の通りである。

なお、括弧内は路線名であるが、系統がないものは路線名のみを記した。
- 宮崎交通
  - 宮崎空港連絡バス
  - 1系統（久保原-自衛隊前-都城SC）
  - 20系統（三股）
  - 21系統（豊満・宮村）
  - 23系統（一万城団地）
  - 30系統（梅北・川原谷）
  - 33系統（安久温泉）
  - 34系統（安久温泉　中郷小学校経由）
  - 40系統（山田・熊野神社）
  - 41系統（山田　ゆぽっぽ経由）
  - 51系統（高崎・小林）
  - 60系統（山之口・上野上）
  - 61系統（山之口・青井岳温泉）
- 鹿児島交通
  - 志布志-末吉駅跡-都城
  - 都城高専前-都城駅
- 高崎観光バス
  - 霧島神宮-都城駅

## 学区
公立学校の場合、小学校は都城市立大王小学校もしくは都城市立祝吉小学校に、中学校は都城市立小松原中学校もしくは都城市立祝吉小学校に進学する。

## 施設
- 都城警察署都城駅前交番
- 鹿児島銀行都城北支店
- イオンモール都城駅前

## 人口
都城市ホームページによると、2021年（令和3年）6月1日時点での域内の人口は以下の通りである。
| 世帯数  | 男    | 女    | 計    |
| ------- | ----- | ----- | ----- |
| 252世帯 | 212人 | 259人 | 471人 |